# Брачна забрана
Брачна забрана је пракса ограничавања запошљавања удатих жена. Уобичајена у земљама енглеског говорног подручја од касног 19. века до 1970-их, пракса је често захтевала престанак радног односа жене након њеног брака, посебно у наставничким и свештеничким занимањима. Даље, сматрало се да су жене удовице са децом понекад удате, што их је спречавало да буду радно ангажоване.
Пракси је недостајало економско оправдање, а њена ригидна примена је често ометала радна места. Међутим, брачне забране су биле у великој мери опуштене током рата због повећања потражње за радном снагом. Истраживање које је спровела Клаудија Голдин како би истражила њихове детерминанте користећи податке на нивоу предузећа из 1931. године и 1940. године, открило је да су оне повезане са напредовањем изнутра, платама заснованим на стажу и другим савременим кадровским праксама.
Од 1960-их, ова пракса се нашироко сматра неједнакошћу при запошљавању и сексуалном дискриминацијом, и / или је укинута или забрањена законима против дискриминације. У Холандији је брачна забрана уклоњена 1957. године, у Аустралији је уклоњена 1966. године, а у Републици Ирској је уклоњена 1973. године. 

## Додатне информације
- Celebration of the 40th anniversary of the lifting of the Marriage Bar - transcript of a speech by Lynelle Briggs in 2006, regarding the marriage bar in the Australian Public Service